# Луіс Алберто де Віанна Моніз Бандейра
Моніз Бандейра (порт. Luiz Alberto de Vianna Moniz Bandeira, 30 грудня 1935, Салвадор, Бахія, Бразилія — 10 листопада 2017) — бразильський письменник, професор, політичний діяч, історик і поет.

## Раннє життя
Луіс Альберто де Віанна Моніз Бандейра — нащадок ранніх європейських поселенців у Бразилії. Його праця «O Feudo — A Casa Da Torre de Garcia d'Avila» описує історію Будинок-вежа (Будинку-вежі, побудованого сином першого генерал-губернатора Бразилії), починаючи з 16 століття і закінчуючи незалежністю Бразилії. Також він є нащадком Карамуру — відомого колонізатора Бразилії.
Бандейра почав писати вірші у ранньому віці. Його першою книгою була Verticais, опублікована у 1956, коли йому було 20 років. У 1960 р. опублікована ще одна книга, Retrato e Tempo. Під час навчання у школі права, Бандейра працював у газетах Ріо-де-Жанейро, зокрема Correio da Manhã та Diário de Notícias, при чому беручи участь у політичному житті, виступаючи на позиції соціалістів. Коли під час державного перевороту 1964 року було скинуто президента Жуана Гуларта, рішенням Бандейри став виїзд в Уругвай.
Через декілька років він повернувся у Бразилію та продовжив історичні дослідження та письменництво, також беручи участь у протестуванні проти мілітарного режиму. Був арештований ВМС Бразилії та провів 2 роки у в'язниці як політичний в'язень.

## Пізніша діяльність
Звільнений наприкінці 1973 року, Бандейра повернувся у Сан-Паулу, де почав займатись викладацькою діяльністю, та став професором у Школі соціології та політики в Сан-Паулу. У 1976 р. він отримав грант від Ford Foundation на проведення дослідження в Аргентині, Уругваї та Парагваї щодо історичної ролі Бразилії у басейні Ла-Плати. З 1977 по 1979 роки він розширив область досліджень на США та Європу, завдяки гранту від ради American Council of Learned Societies у Нью-Йорку.
З відзнакою закінчив факультет юридичних наук, також має докторський ступінь у галузі політичних наук від університету Сан-Паулу. Був нагороджений премією Juca Pato Prize та названий «Інтелектуалом Бразилії 2005» за свою книгу Formacao do Imperio Americano (Da Guerra contra a Espanha a Guerra no Iraque). Ця праця була названою «можливо найбільш вичерпною доповіддю про дипломатичну історію Сполучених Штатів, їхньої економіки, політичної історії, яка з'явилася з часу двотомного видання „Політичної економіки людських прав“ авторства Ноама Чомскі та Едварда Германа у 1979 році». Читав лекції у різних країнах світу. Бандейра працював секретарем у місцевому органі управління Ріо де Жанейро, будучи його представником у федеральній столиці, Бразиліа, з 1991 до 1994.

## Праці
Бандейра написав і опублікував понад 20 книг, серед них:
- O 24 de Agosto de Janio Quadros (1961)
- O caminho de Revolucao Bresileria (1962)
- O ano Vermelho — A Revolucao Russa e seus felexos no Brasil (1967)
- Prenesnca dos Estados Unidos no Brasil (dois seculos de historia) (1973, перекладена російською та опублікована у Радянському Союзі у 1982)
- Carteis e Desnacionalizacao — A experiencia Brasiliera: 1964/1974 (1975)
- O Governo Jao Goulart — As lutas sociais no Brasil (1961—1964)
- O expansionismo Brasilieiro e a Formacao dos Estados de Bacia de Prata (1985) (перекладена іспанською та опублікована у Аргентині як La Froamcion de los Estaods en la Cuenca del Plata (2006)
- Brasil Estados Unidos: a Rivaldidade Emergente 1950—1988 (1989)
- O Eixo Argentina-Brasil o Processo de Integracao na America Latina (1987)
- De marti a Fidel — A Revolucao Cubana e a America Latina (1998)
- A reunificacao da Alemanha — Do Ideal Socialista ao Socialismo Real (1992)
- Estado nacional e Politica Internacional na America Latina — 0 continente nas relacoes Argentaina — Brasil 1930—1992 (1993)
- 0 Miliagre Alemao e o desenvolvimento do Brasil: as relacoes da Aemanha com o Brasil e a America Latina 1949—1994 (1994), перекладна та опублікована у Німеччині
- O Feudo A asa da torre de Farcia d'Avilla (Da conquista dos sertaoes a independencia do Brasil (2000)
- Brasil, Argentina e Estados unidos — Confilito e integracao na America do Sul (Da Triplice Alianca ao Mercosul) (1993) (перекладена іспанською та опублікована у Аргентині під назвою Argentina, Brasil y Estados Unidos(De la triple Alianza al Mercosusr (2004)
- As Relações Perigosas: Brasil-Estados Unidos (De Collor a Lula) (2004)
- Formação do Império Americano (Da Guerra contra a Espanha à Guerra no Iraque) (2005)
- A Desordem Mundial (2016)